# Hoplia sackenii
Hoplia sackenii är en skalbaggsart som beskrevs av Leconte 1880. Hoplia sackenii ingår i släktet Hoplia och familjen Melolonthidae. Inga underarter finns listade i Catalogue of Life.